# Lista de colonos de Roanoke
Abaixo está uma lista do grupo de colonos da Colônia de Roanoke, um empreendimento financiado e organizado por Walter Raleigh no fim do século XVI para estabelecer uma colônia inglesa permanente na colônia da Virgínia.

## Lista de colonos
| Homens adultos: - John White, governador - Roger Bailie, assistente - Ananias Dare, assistente - Christopher Cooper, assistente - Thomas Stevens, assistente - John Sampson, assistente - Dyonis Harvie, assistente - Roger Prat, assistente - George Howe, assistente - Nicholas Johnson - Thomas Warner - Anthony Cage - John Jones - John Tydway - Ambrose Viccars - Edmond English - Thomas Topan - Henry Berrye - Richard Berrye - John Spendlove - John Hemmington - Thomas Butler - Edward Powell - John Burden - James Hynde - Thomas Ellis - William Browne - Michael Myllet - Thomas Smith - Richard Kemme - Thomas Harris - Richard Taverner - John Earnest - Henry Johnson - John Starte - Richard Dange - William Lucas - Arnold Archard - John Wright - William Dutton - Morris Allen - William Waters - Richard Arthur - John Chapman - William Clement - Robert Little | Homens adultos (cont.): - Hugh Tayler - Richard Wildye - Lewes Wotton - Michael Bishop - Henry Browne - Henry Rufoote - Richard Tomkins - Henry Dorrell - Charles Florrie - Henry Mylton - Henry Payne - Thomas Harris - William Nicholes - Thomas Phevens - John Borden - Thomas Scot - William Willes - John Brooke - Cutbert White - John Bright - Clement Tayler - William Sole - John Cotsmur - Humfrey Newton - Thomas Colman - Thomas Gramme - Marke Bennet - John Gibbes - John Stilman - Robert Wilkinson - Peter Little - John Wyles - Brian Wyles - George Martyn - Hugh Pattenson - Martyn Sutton - John Farre - John Bridger - Griffen Jones - Richard Shaberdge - James Lasie - John Cheven - Thomas Hewet - William Berde - Edouard Jourdan | Mulheres adultas: - Eleanor Dare (Elyoner Dare) - Margery Harvie - Agnes Wood - Wenefrid Powell - Joyce Archard - Jane Jones - Elizabeth Glane - Jane Pierce - Audry Tappan - Alis Chapman - Emme Merrimoth - --- Colman - Margaret Lawrence - Joan Warren - Jane Mannering - Rose Payne - Elizabeth Viccars | Crianças: - John Sampson - Robert Ellis - Ambrose Viccars - Thomas Archard - Thomas Humfrey - Thomas Smart - George Howe - John Prat - William Wythers - Virginia Dare - -- Harvie |